# محمد صفری ملک‌میان
محمد صفری ملک‌میان زاده: ۱۳۵۹ در روستای ملک میان از توابع بخش چابکسر شهرستان رودسر روحانی و سیاستمدار مستقل ایرانی است. وی موفق شد در یازدهمین انتخابات مجلس شورای اسلامی که در ۲ اسفند ۱۳۹۸ برگزار شد، با کسب ۲۵ هزار و ۴۷۴ رای از مجموع ۸۲ هزار رأی مأخوذه با پیروزی در برابر اسدالله عباسی، از حوزه انتخابیه رودسر و املش  از استان گیلان انتخاب گردد و به مجلس یازدهم راه یابد. صفری پیش از این امام جمعه شهرستان املش و امام جمعه بخش خشکبیجار بود.
محمد صفری در دوازدهمین انتخابات مجلس شورای اسلامی  در برابر محمد علیجانی از راهیابی به مجلس شورای اسلامی محروم شد.